# Marshalliella oxygaster
Marshalliella é um género monótipo de vespas pertencentes à família Platygastridae. A sua única espécie é Marshalliella oxygaster.